# 東南アジア聖公会
東南アジア聖公会（英語: Church of the Province of South East Asia）は、東南アジアにおける聖公会で、聖公会連合に所属している。タイ、カンボジア、ラオス、ベトナム、ブルネイ、マレーシア、インドネシア、シンガポール、ネパールを担当地域としている。

## 歴史
1786年にイギリス東インド会社がペナン島に聖公会教会を建設し、宣教活動が始まった。1805年にイングランド国教会から正式に宣教団が送られた。イギリス帝国による植民地主義は瞬く間に東南アジアを併呑し、各地に教会が建設された。マレーシアでは宣教活動だけでなく英語教育も行われていた。教区はシンガポール、西マレーシア、サバ州、クチンの4つに置かれている。シンガポールのセントアンドリューズ大聖堂は聖公会の建築物である。現在、東南アジア全体で信徒数は約98000人である。世界教会協議会に所属している。